# Putnik Bálint
Putnik Bálint (Nagyvárad, 1901. február 3. – Budapest, 1995. január 15.) magyar színművész, rendező, igazgató.

## Élete
1927-ben Rákosi Szidi színiiskolájába járt, majd 1928-ban a Pécsi Nemzeti Színházhoz szegődött bonviváni szerepkörben. 1930-tól Nagyváradon játszott, majd Kolozsvár következett. 1934 és 1940 között Kassán, majd Pozsonyban volt szerződésben. 1940-től 1945-ig, majd 1947–48-ban a Nagyváradi Színház igazgatójaként tevékenykedett. 1948-ban a Győri Színház vezetését vette át. Később színészként Szegeden, majd a budapesti Madách Színházban játszott. Nyugdíjasként sem vált meg a színpadtól, továbbra is fellépett a Madách Színház, illetve a Játékszín produkcióiban.

## Főbb színpadi szerepei
- Petrov (Jacobi Viktor: Sybill)
- Nagyherceg (Jacobi Viktor: Sybill)
- Feri (Lehár Ferenc: A mosoly országa)
- János vitéz (Kacsóh Pongrác: János vitéz)
- Edvin (Kálmán Imre: A csárdáskirálynő)
- Komornyik (Henri Kéroul–Albert Barré: Léni néni)